# Agramma laetum
Agramma laetum är en insektsart som först beskrevs av Carl Fredrik Fallén 1807.  Agramma laetum ingår i släktet Agramma, och familjen nätskinnbaggar. Arten är reproducerande i Sverige.